# Cameron Hawkes
Cameron Hawkes (sinh ngày 15 tháng 3 năm 2000) là một cầu thủ bóng đá người Anh thi đấu cho Bradford City, ở vị trí tiền vệ.

## Sự nghiệp
Sau khi thi đấu cho Sheffield United, anh ký bản hợp đồng chuyên nghiệp 1 năm cùng với Bradford City vào tháng 3 năm 2018. Anh có màn ra mắt vào ngày 1 tháng 5 năm 2018, trong trận hòa 1–1 trên sân nhà tại giải vô địch trước Walsall, vào sân từ phút 67 thay cho Callum Guy.

## Thống kê sự nghiệp
Tính đến trận đấu diễn ra ngày 5 tháng 5 năm 2018
| Câu lạc bộ     | Mùa giải       | Giải vô địch   | Giải vô địch | Giải vô địch | Cúp FA | Cúp FA | Cúp Liên đoàn | Cúp Liên đoàn | Khác | Khác | Tổng | Tổng |
| Câu lạc bộ     | Mùa giải       | Hạng đấu       | Trận         | Bàn          | Trận   | Bàn    | Trận          | Bàn           | Trận | Bàn  | Trận | Bàn  |
| -------------- | -------------- | -------------- | ------------ | ------------ | ------ | ------ | ------------- | ------------- | ---- | ---- | ---- | ---- |
| Bradford City  | 2017–18        | League One     | 2            | 0            | 0      | 0      | 0             | 0             | 0    | 0    | 2    | 0    |
| Bradford City  | 2018–19        | League One     | 0            | 0            | 0      | 0      | 0             | 0             | 0    | 0    | 0    | 0    |
| Tổng sự nghiệp | Tổng sự nghiệp | Tổng sự nghiệp | 2            | 0            | 0      | 0      | 0             | 0             | 0    | 0    | 2    | 0    |